# Francisco de Arriaza
Francisco Arriaza y Medina (El Puerto de Santa María, 1669 – Madrid, 15 de enero de 1739) fue un hacendista y político español.  

## Biografía
Estudió Derecho y, al finalizar la Guerra de sucesión española, en la que sirvió a Felipe V, es designado segundo sustituto del fiscal general del Consejo de Castilla. Abogado general segundo de este Consejo entre 1714 y 1715 y consejero de Hacienda desde 1717 hasta 1725, es superintendente general de Rentas en ese año y en 1726 es nombrado secretario de Estado y del Despacho Universal de Hacienda, cesando el 14 de mayo del mismo año. Con posterioridad fue vocal de la junta del Real Patronato, en 1735, y vocal de la junta de los Abusos de la Dataría dos años después. 